# Teodozja (Sołomianska)
Teodozja, imię świeckie Dina Iosifowna Sołomianska, ros. Дина Иосифовна Sołomianska (ur. 27 marca?/9 kwietnia 1903 w Odessie, zm. 15 września 1992 w Bussy-en-Othe) – rosyjska emigracyjna działaczka religijna, mniszka prawosławna
Pochodziła z rodziny żydowskiej z Odessy. W 1921 roku wraz z rodziną przybyła do Polski. W 1929 roku zamieszkała w Paryżu. Została tam ochrzczona w wierze prawosławnej i zmieniła imię na Lidia. Działała w Rosyjskim Studenckim Ruchu Chrześcijańskim. Od 1933 roku posługiwała w żeńskiej wspólnocie mniszej przy cerkwi Chrystusa Zbawiciela w Asnières pod Paryżem. Ponadto pracowała w domu dla starszych Rosjanek działającym przy tejże placówce duszpasterskiej. Jednocześnie uczyła się w seminarium duchownym Siergieja Bułgakowa. W 1938 roku złożyła wieczyste śluby mnisze w skicie Zmartwychwstania Pańskiego w Rosay-en-Brie, przyjmując imię zakonne Teodozja. W tym samym roku razem z mniszkami Blandyną (Obolenską) oraz Eudokią (Mieszczeriakową) założyła monaster w Moisenay, przeniesiony w 1946 roku do Bussy-en-Othe. Posługiwała jako pielęgniarka u metropolity Eulogiusza (Gieorgijewskiego) pod koniec jego życia. Od 1977 roku pełniła funkcję przełożonej monasteru Opieki Matki Bożej w Bussy-en-Othe. Po śmierci Eudokii (Mieszczeriakowej), pierwszej przełożonej monasteru, przejęła jej obowiązki i pełniła je do śmierci w 1992 roku. W okresie kierowania przez nią klasztorem wspólnota z Bussy-en-Othe nawiązała bliższe kontakty z monasterami i mniszkami rosyjskimi (z ZSRR, następnie Rosji), w tym z mniszką Sergią (Konkową) i odtwarzaną pod jej kierownictwem wspólnotą diwiejewską. Na swoją następczynię wybrała mniszkę Olgę. W 1991 roku została ihumenią.